# The Devil's Garden
The Devil's Garden é um filme mudo estadunidense de 1920, do gênero drama, dirigido por Kenneth Webb, estrelado por Lionel Barrymore e Doris Rankin, e co-estrelado por May McAvoy e H. Cooper Cliffe. O roteiro de Whitman Bennett, Kenneth Webb e Violet Clark foi baseado no romance homônimo de 1913, de William Babington Maxwell. É considerado um filme perdido.

## Sinopse
William Dale (Lionel Barrymore), um dos empregados de Lors Barradine (H. Cooper Cliffe), casa-se com Mavis (Doris Rankin), uma empregada doméstica. Dale quer subir na vida e, com a influência de Barradine, torna-se chefe dos correios do distrito onde mora. No entanto, quando ele descarrega sua raiva em um soldado, Dale corre o risco de perder o emprego. As coisas ficam complicadas quando, para ajudar seu marido a manter seu trabalho, Mavis cede às investidas inoportunas de seu patrão. Quando William descobre, ele mata seu rival.

## Elenco
- Lionel Barrymore como William Dale
- Doris Rankin como Mavis Dale
- May McAvoy como Norah
- H. Cooper Cliffe como Lors Barradine